# Bioplastika
Bioplastika je směr v estetické chirurgii, který využívá staletí známé schopnosti těla reagovat na cizorodý materiál tvorbou vlastní tkáně. Tato schopnost je využita na mikroskopické úrovni ke vzniku nového vaziva. Do tkáně se aplikují mikroskopické částečky z materiálu, který je pro tělo naprosto neškodný a po staletí prověřený v implantologii jako PMMA (polymetylmetakrylát). Tělo začne reagovat vytvářením nového vaziva, které se vytváří kolem implantovaných částeček a obaluje je.  V dané oblasti se tak vytvoří nové plnohodnotné vazivo, které zpevní či zvětší nebo vymodeluje aplikované místo. Tohoto efektu se využívá při korekci různých estetických vad (narovnání křivého nebo ohnutého nosu, profilace - vymodelování - příliš zanořené brady, vyrovnání různých asymetrií, vyplnění rtů apod.), dále se využívá při zvětšovacích a modelačních zákrocích (zvětšování prsou, hýždí, lýtek apod.) a při omlazovacích zákrocích, kdy se vyztužují stárnoucí oblasti pokleslých struktur obličeje a jiných partií těla (líce, nosoretní rýhy, bradolícní záhyby, cirkulární vrásky kolem rtů apod.). 
Zatím jediným dostupným preparátem určeným pro bioplastiku je v Brazílii patentovaný injekční implantát Metacrill.